# شادوف

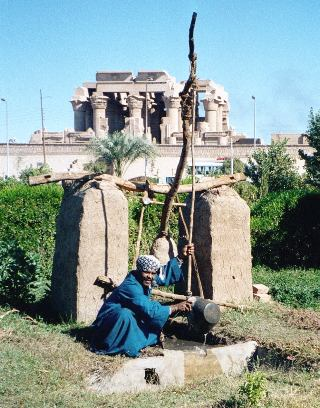
الشادوف - كوم أمبو - مصر

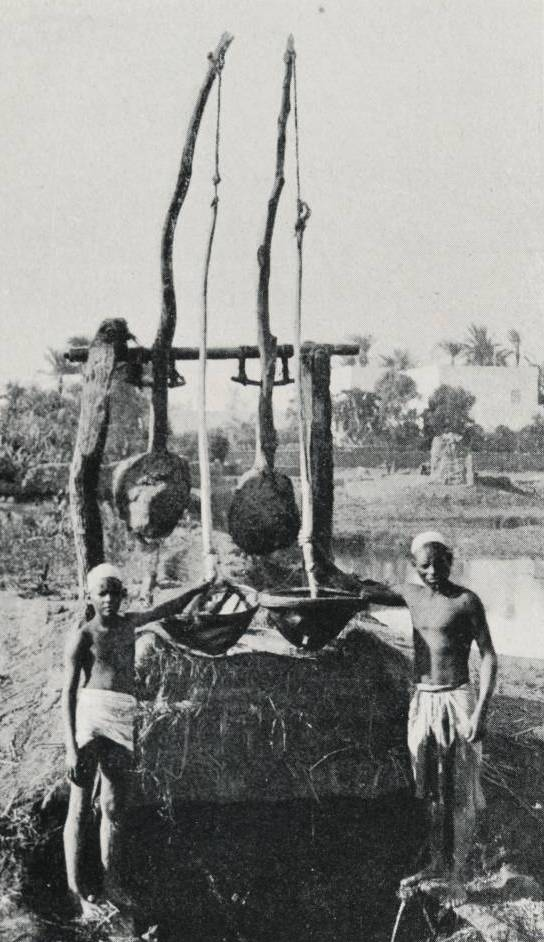
شادوف سنة 1906 م.

الشادوف (الجمع: شَوَادِيف) أو المِنْزَفة هو آلة لرفع المياه للري.ابـتُـكـر الشادوف في مصر القديمة (في عهد الفراعنة) ؛ حيث استخدمه المصريون القدماء ، في الريّ لنقل الماء ، من المناطق المنخفضة إلى المرتفعة ، كما استخدمه مواطنو بلاد الرافدين ، حوالي 2000 عام ق.م ، وما زال مستخدمًا ، في الكثير من المناطق ، في أفريقيا ( مصرـ تونس ... ) وآسيا.
يتكون الشادوف من إطار رأسي معلق ، فيه عمود أفقي. نقطة تعليق العمود تكون عند خُـمُـسه تقريباً. في طرف الجزء الأطول يُعلق وعاء للماء ؛ (دلو أو كيس من الجلد أو أو سلة مطلية بمادة عازلة) ، بينما في طرف الجزء الأقصر يُعلق ثقل ليكون بمثابة قوة موازنة للرافعة. يتزن الثقل مع الوعاء نصف المملوء، ومن ثَـم يتطلب إنزال الوعاء فارغاً بعض المجهود، ولكن أيضاً نفس المجهود مطلوب لرفع الوعاء مملوءاً. أي أن الثقل الموازن يتحمل رفع نصف الوعاء بينما يتحمل الشخص المشغِّل النصف الآخر.
باستمرار حركة الرفع والأرجحة - غير المُجهدة تقريباً - تستخدم الأوعية غير المنفذة للماء ؛ لرفع المياه من الجسم المائي (نهر أو بركة أو بئر ) إلى مجاري وأحواض الري.
تقديرياً، يمكن للشادوف أن يرفع أكثر من 2500 لتر يومياً ، وقد يصل فارق الارتفاع إلى ثلاثة أمتار، عند الارتفاعات الأعلى يكون من الأجدى استخدام الساقية أو مضخة ، سواء كانت مضخة يدوية ، أو كهربائية .

## وصلات خارجية
- The Shaduf Project: A European Commission Report on Mediterranean Shaduf Use and History نسخة محفوظة 29 أكتوبر 2012 على موقع واي باك مشين.
- الزراعة في مصر القديمة